# عين الغرف
عين الغرف  قرية سوريّة تتبع إداريّاً لمحافظة حلب منطقة جبل سمعان ناحية تل الضمان، بلغ تعداد سكانها 280 نسمة حسب التعداد السكاني لعام 2004.